# منتخب روسيا البيضاء لكرة القدم تحت 17 سنة للسيدات
منتخب روسيا البيضاء لكرة القدم تحت 17 سنة للسيدات (بالروسية: Женская сборная Белоруссии по футболу)‏ هو ممثل روسيا البيضاء الرسمي في المنافسات الدولية في كرة القدم للسيدات
.